# いつか読書する日
『いつか読書する日』（いつかどくしょするひ）は、2005年の日本映画。中年の独身女性を主人公に、青春時代に交際していた同級生と、その病床の妻との関係を中心に、背景には介護、認知症、児童虐待などが描かれている恋物語作品。

## ストーリー
幼い頃に父と死別し青春時代に母も失った大場美奈子（田中裕子）は、未郷の町で未婚のまま５０歳を迎え、早朝の牛乳配達と昼間のスーパーのレジ係で生計を立てている。彼女には親しく付き合っている亡母の友人（渡辺美佐子）がいるが、彼女の夫（上田耕一）は認知症の初期にあった。
一方、高校時代に美奈子と交際していた同級生の高梨槐多（岸部一徳）は、役所の児童課に勤務し親の虐待を受けている児童の保護にあたっている。彼には余命いくばくもない病床の妻の高梨容子（仁科亜季子）がおり昼はヘルパーを雇っているが　夜は彼自身が献身的に介護をしている。
二人は青春時代に運命のいたずらで仲を引き裂かれた暗い過去があった。美奈子の母親（鈴木砂羽）と高梨の父親（杉本哲太）が不慮の事故死をとげ不倫関係が世間の明るみに出てしまい、以降は互いの恋愛感情を封印するのが最善と考え相手を無視しつつ別々の人生を歩んで来た。しかし美奈子は５０歳を迎えたいまになってその想いをラジオへ密かに投稿してしまう。
ある日に高梨宅に配達時、牛乳箱に自分宛のメモを見つける。容子からの手紙で「会いたい」と書かれていた。不信に思いつつ訪問する美奈子に容子は「夫は今でもあなたを慕っているので私が死んだら夫と一緒になってほしい。それが最期の願い」と告げる。容子には二人の感情が見えたのだ。
唐突な内容と頼みを受け激しく動転する美奈子。だが、容子は死期を迎えることになった。葬儀も終え一段落し高梨を誘い、お互いの親の事故現場を訪れた二人は今までの積年の想いを伝える。そして初めて結ばれたのだが…。

## キャスト
- 大場美奈子：田中裕子
- 高梨槐多：岸部一徳
- 高梨容子：仁科亜季子
- 皆川敏子：渡辺美佐子
- 皆川真男：上田耕一
- スーパー店長：香川照之
- 高梨陽次：杉本哲太
- 大場千代：鈴木砂羽
- 田畑牛乳店店主：左右田一平
- 渡辺看護師：神津はづき
- 伊藤喜美子：田根楽子
- 吉田毬：馬渕英里何
- 河合裕次郎：山田辰夫
- 児童相談所課長：柳ユーレイ
- 児童福祉司：堀部圭亮
- 萩田淑恵：江口のりこ
- 淑恵の男：石井洋輔
- 萩田吉則(子役)：儀間悠吾
- 萩田　聖（子役）：相澤滉希
- 学生時代の大場美奈子：奥田佳菜子
- 学生時代の高梨槐多：山口信人
- 槐多の母：諏訪ひろ代
- ラジオDJ：塚田恵子
- 医師：田中隆三 (俳優)
- 市役所の老人：藤田傳
- 画廊主人：諏訪太朗
- ラジオのアナウンサー（声）：寄川淑仔
- 〃　　　　　　　　　：村山仁志

## スタッフ
- 監督：緒方明
- プロデューサー：追分史朗、畠中基博
- 原作・脚本：青木研次
- 撮影：笠松則通
- 美術：花谷秀文
- 衣装：宮本まさ江
- 編集：矢船陽介
- 音楽：池辺晋一郎
- スクリプター：川野恵美
- 音響効果：今野康之
- 照明：石田健司
- 装飾：田畑照政
- 録音：横溝正俊
- 助監督：小野寺昭洋

## 受賞歴
- 第15回日本映画プロフェッショナル大賞 作品賞／主演女優賞（田中裕子）[1]
- 第30回報知映画賞 最優秀主演女優賞（田中裕子）
- モントリオール世界映画祭 審査員特別賞
- 芸術選奨新人賞 映画部門（脚本・青木研次）
- 第27回ヨコハマ映画祭 脚本賞（青木研次）

## 参考資料
- 原案は脚本青木研次と監督緒方明である（出版本の作者は青木研次）。
- 撮影地は監督の出身地の長崎市周辺。
- 作品中の（槐多）の名は画家だった父が尊敬する村山槐多を息子に付けたとされている。
- 仁科亜季子（高梨容子）1999年仁科亜季子へ改名後初の本格映画出演。